# 村山龍平

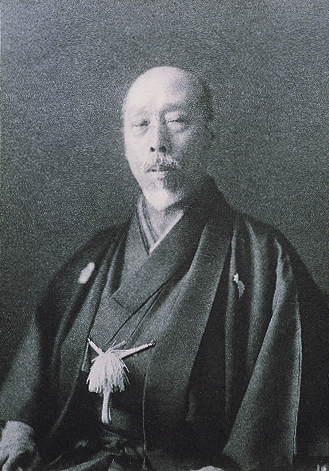
村山 龍平

村山 龍平（むらやま りょうへい、1850年5月14日（嘉永3年4月3日） - 1933年（昭和8年）11月24日）は、日本の新聞経営者。朝日新聞社社主・社長、政治家。衆議院議員、貴族院議員。玉城町名誉町民第1号。

## 来歴・人物
嘉永3年（1850年）、伊勢国田丸（現・三重県度会郡玉城町）に生まれる。幼名は直輔。
実家は紀州藩旧田丸領に仕えた旧士族。幼少時代は腕白なガキ大将で、喧嘩に負けそうになると小刀を振り回し、両親や近所の人を困らせていた。しかし文久3年（1863年）冬に、母が重病になってからは改心し、母の平癒を祈り、冷静沈着な少年に変わった。慶応3年（1867年）からは田丸城に勤番した。
明治4年（1871年）に一家を挙げて大阪に移住し、父とともに西洋雑貨商「村山屋」（後に「田丸屋」→「玉泉舎」）を営む。明治11年（1878年）7月に大阪商法会議所（大阪商工会議所の前身）の最初の議員に選ばれる。
明治12年（1879年）に朝日新聞の創刊に参加。明治14年（1881年）、木村平八・騰父子から同紙の所有権を獲得、上野理一と共同経営にあたる（明治41年（1908年）以後は1年おきに社長）。
明治24年（1891年）に第1回衆議院議員総選挙補欠選挙で衆議院議員に当選。以後、第2回、第3回総選挙で当選し、衆議院議員を通算三期務めた。その他、大阪府会議員、大阪市会議員などを歴任。大正7年（1918年）に白虹事件で暴行を受ける。昭和5年（1930年）12月23日に貴族院勅選議員となり、死去するまで在任。
昭和8年（1933年）に84歳で死去。勲一等瑞宝章、従四位を追贈された。娘婿は村山長挙（後の朝日新聞社長）。

## 栄典
- 1915年（大正4年）11月10日  - 勲三等瑞宝章[10]
- 1928年（昭和3年）11月10日 - 勲二等瑞宝章[11]

## 逸話

### 野球との関わり

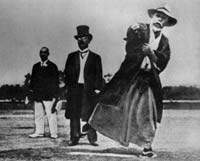
第1回全国中等学校優勝野球大会の始球式を行う村山（右）

朝日新聞社社長時代に全国中等学校優勝野球大会（現・全国高等学校野球選手権大会）の創設を決断、第1回大会では羽織袴姿にて開会式の始球式を務めた。日本の高校野球発展の礎となった夏の甲子園大会創設の功績が讃えられ、全国高等学校野球選手権大会誕生100周年でもある2015年に野球殿堂特別表彰者に選出された。

### 茶の湯の会
龍平は、美術蒐集家、近代数寄者としても有名で号を玄庵、香雪と称した。晩年は事業の傍ら茶事を再々行い、明治35年（1902年）大阪の実業界を中心に茶の湯の会を起こした。毎年命日（11月24日）を期して追福茶会が催されている。

## 記念施設
- 村山龍平記念館 - 1983年（昭和58年）4月3日に田丸城跡に村山家からの多額の寄付を受けて開館[14]。田丸城の敷地は現在、玉城町有となっているが、村山龍平の寄付金をもって旧・田丸町が払い下げを受けたものである[15]。
- 香雪園 - 村山龍平生誕の地に1934年（昭和9年）に記念碑を建て、村山家の援助を得て小公園として整備した[15]。1937年（昭和12年）7月15日、隣接地に三重県初の50mプールが落成し、村山家から寄贈された[15]。このプールは「玉城町営プール」として現在も小池流古式泳法の練習や町民のスポーツ活動の場として利用されている[16]。

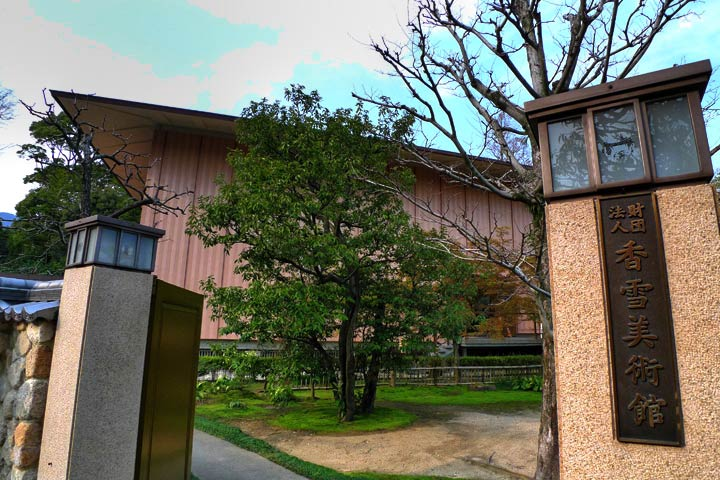
香雪美術館

- 香雪美術館（村山邸の一部）

## 関連作品
- 『いだてん〜東京オリムピック噺〜』（2019年、NHK） - 演：山路和弘[17]